# Suoinajaure
Suoinajaure är en sjö i Sorsele kommun i Lappland och ingår i Umeälvens huvudavrinningsområde. Suoinajaure ligger i Vindelfjällen Natura 2000-område.